# 梅賽德斯拉塞瓦
13°38′N 88°54′W / 13.633°N 88.900°W
梅賽德斯拉塞瓦（西班牙語：Mercedes La Ceiba），是薩爾瓦多的城鎮，位於該國南部，由拉巴斯省負責管轄，面積10.61平方公里，海拔高度673米，2007年人口637，人口密度每平方公里60.04人。